# 庄司正弘
庄司 正弘（しょうじ まさひろ、1943年8月19日 - ）は、日本の工学者である。専門は熱流体、東京大学名誉教授、神奈川大学名誉教授。元神奈川大学工学部機械工学科教授。元神奈川大学工学部長兼第二工学部長。

## 経歴
- 1943年（昭和18年）8月19日愛媛県生まれ
- 1971年（昭和46年）3月 国立東京大学大学院工学系研究科 舶用機械工学専門博士課程 修了 工学博士
- 1985年 - 1986年ヒューストン大学 文部省在外研究員
- 1992年 - 1993年広島大学 兼任（非常勤）講師
- 1998年 - 1999年日本機械学会熱工学部門長[3]
- 2002年 - 2003年九州大学 兼任（非常勤）講師
- 2005年 - 2006年日本伝熱学会会長
- 2006年 神奈川大学 工学部機械工学科教授、後工学部長、兼第二工学部長
- 神奈川大学名誉教授
- 東京大学名誉教授

## 研究/受賞
- 1966年 日本機会学会畠山賞受賞
- 1966年 東京大学ウェスト賞
- 1996年 日本機械学会百周年記念特別表彰
- 2001年 日本機械学会熱工学部門賞 国際貢献賞 受賞
- 2001年 日本機械学会フェロー
- 2005年 The Nusselt-Reynolds Prize[4]
- 2012年 日本機械学会名誉員
- 2024年 瑞宝中綬章[5][6]

## 著作・文献
- 伝熱工学 東京大学出版 1995年
- Handbook of Phase Change Taylor & Francis 1999年
- 機械工学実験 東京大学出版会 1994年